# Девета македонска ударна бригада
Девета македонска ударна бригада е комунистическа партизанска единица във Вардарска Македония, участвала в така наречената Народоосвободителна войска на Македония.
Създаден е на 22 август 1944 година в кавадарското село Шешково. Състои се от 450 души от Тиквешията. До 3 ноември същата година бригадата е в рамките на четиридесет и първа македонска дивизия на НОВЮ. На 1 октомври 1944 година бригадата наброява вече 2110 души, а района на действието и е Тиквешията и направлението Гевгелия-Велес. Между 29 октомври и 2 ноември бригадата участва в освобождаването на Прилеп, а след това и на Кичево, и Гостивар. В началото на ноември към бригадата е вкаран Битолско-преспанския партизански отряд, чийто щаб става щаб на бригадата. На 6 ноември 1944 е вкарана в състава на Четиридесет и девета македонска дивизия на НОВЮ. Лекар в бригадата е дееца на ВМРО (обединена) Илия Чулев.

## Командване
- Михайло Бояджиев – командир
- Найдо Стаменин – командир (от 22 август 1944)
- Димитър Гулевски – Гулас – командир (от 6 ноември 1944)
- Ристо Стояновски – Железни – политически комисар (от 22 август 1944)
- Ката Видиковска – Ружа – заместник-политически комисар (от 22 август 1944)
- Стоян Ристевски
- Павле Игновски
- Петър Джундев
- Блажо Дубровски – началник-щаб (от 22 август 1944)